# NGC 5015
NGC 5015 est une galaxie spirale barrée située dans la constellation de la Vierge. Sa vitesse par rapport au fond diffus cosmologique est de 3 470 ± 23 km/s, ce qui correspond à une distance de Hubble de 51,2 ± 3,6 Mpc (∼167 millions d'al). NGC 5015 a été découverte par l'astronome germano-britannique William Herschel en 1787.
La classe de luminosité de NGC 5015 est I et elle présente une large raie HI.
À ce jour, trois mesures non basées sur le décalage vers le rouge (redshift) donnent une distance de 23,300 ± 1,311 Mpc (∼76 millions d'al), ce qui est loin à l'extérieur des valeurs de la distance de Hubble. Notons cependant que c'est avec la valeur moyenne des mesures indépendantes, lorsqu'elles existent, que la base de données NASA/IPAC calcule le diamètre d'une galaxie et qu'en conséquence le diamètre de NGC 5015 pourrait être d'environ 27,1 kpc (∼88 400 al) si on utilisait la distance de Hubble pour le calculer.